# Dubravica (Zavidovići)
Pour les articles homonymes, voir Dubravica.
Dubravica (en cyrillique : Дубравица) est un village de Bosnie-Herzégovine. Il est situé dans la municipalité de Zavidovići, dans le canton de Zenica-Doboj et dans la fédération de Bosnie-et-Herzégovine. Selon les premiers résultats du recensement bosnien de 2013, il compte 1 322 habitants.

## Démographie

### Évolution historique de la population dans la localité
| 1948 | 1953 | 1961 | 1971 | 1981 | 1991  | 2013  |
| ---- | ---- | ---- | ---- | ---- | ----- | ----- |
| -    | -    | 607  | 981  | 998  | 1 555 | 1 322 |

|  |

### Communauté locale
En 1991, la communauté locale de Dubravica comptait 2 116 habitants, répartis de la manière suivante :